# Territori del Rif
El territori del Rif va ser un dels cinc territoris en què es va dividir el protectorat espanyol del Marroc el 1935 i va perdurar fins a la independència del Marroc. Abans de la reorganització territorial del protectorat el 1943 es va dir regió del Rif. Estava situat al centre-aquest del protectorat, entre els territoris de Kert i Xauen. La capital era Vila Sanjurjo o Alhucemas, actual Al Hoceima, i estava dividit en les següents càbiles
- Mestasa
- Beni Guemil
- Beni Seddat
- Ketama
- Beni Bufrah
- Targuist
- Zarkat
- Beni Jennús
- Beni Buensar
- Tagsut
- Beni Buchibet
- Beni Ahmed
- Beni Bechir
- Beni Ammart
- Beni Mezdui
- Beni Urriaguel
- Beni Iteft
- Bokoia